# Angel of Retribution
Angel of Retribution (рус. Ангел возмездия) — 15-й студийный релиз группы Judas Priest и первый с Робом Хэлфордом после его возвращения в состав коллектива в 2003 году. Издан в 2005 году. Альбом был записан в том же составе, что и Painkiller (1990). Сами музыканты заявляли, что диск является прямым продолжением псевдоконцептуального альбома Sad Wings of Destiny 1976 года.

## Стиль, отзывы критиков
Джеймс К. Монгер, критик сайта Allmusic.com, поставил альбому три балла из пяти. По его мнению, диск представляет собой не более чем «слабую попытку группы вернуть былую славу», к тому же он слишком неоригинален и лишь претендует на новизну. Монгер раскритиковал слабые тексты песен, но указал на то, что уровень исполнения и сами композиции далеко не плохи, за исключением «Revolution», которая слишком сильно напоминает «Mountain Song» Jane’s Addiction. В общем и целом, по словам рецензента, альбом не будет по-настоящему интересен никому, кроме давних поклонников Judas Priest.

## Значение
В марте 2024 года американский онлайн-ресурс Loudwire опубликовал обновлённый рейтинг дискографии группы из 19 студийных альбомов и разместил этот диск в нём на двенадцатом месте.

## Список композиций
| №   | Название              | Автор(ы)                                   | Длительность |
| --- | --------------------- | ------------------------------------------ | ------------ |
| 1.  | «Judas Rising»        | Роб Хэлфорд, Кей Кей Даунинг, Гленн Типтон | 4:15         |
| 2.  | «Deal with the Devil» | Хэлфорд, Даунинг, Типтон, Roy Z            | 3:54         |
| 3.  | «Revolution»          | Хэлфорд, Даунинг, Типтон                   | 4:42         |
| 4.  | «Worth Fighting For»  | Хэлфорд, Даунинг, Типтон                   | 4:17         |
| 5.  | «Demonizer»           | Хэлфорд, Даунинг, Типтон                   | 4:35         |
| 6.  | «Wheels of Fire»      | Хэлфорд, Даунинг, Типтон                   | 3:41         |
| 7.  | «Angel»               | Хэлфорд, Даунинг, Типтон                   | 4:23         |
| 8.  | «Hellrider»           | Хэлфорд, Даунинг, Типтон                   | 6:06         |
| 9.  | «Eulogy»              | Хэлфорд, Даунинг, Типтон                   | 2:54         |
| 10. | «Lochness»            | Хэлфорд, Даунинг, Типтон                   | 13:28        |

## Участники записи
- Роб Хэлфорд — вокал;
- Кей Кей Даунинг — гитара;
- Гленн Типтон — гитара;
- Иэн Хилл — бас-гитара;
- Скотт Трэвис — ударные.

## Музыкальные чарты
| Чарт           | Позиция |
| -------------- | ------- |
| Швеция         | 3       |
| Япония         | 4       |
| Германия       | 4       |
| Норвегия       | 6       |
| Испания        | 6       |
| Финляндия      | 6       |
| Австрия        | 10      |
| Канада         | 12      |
| США            | 13      |
| Швейцария      | 19      |
| Дания          | 19      |
| Италия         | 26      |
| Великобритания | 39      |
| Ирландия       | 40      |
| Франция        | 43      |
| Чехия          | 45      |
| Голландия      | 46      |